# Riley Ann Sawyers
Riley Ann Sawyers (11 de març de 2005 - 24 de juliol de 2007) va ser una nena nord-americana de 2 anys que va ser apallissada fins a la mort per la seva mare Kimberly Dawn Trenor i el seu padrastre Royce Zeigler en un Filicidi. El seu cos va ser trobat més tard a la badia de Galveston, Texas.
La policia no va poder identificar el cos quan el va veure. Van començar un esforç a nivell nacional per aprendre el nom del nen. Quan l'àvia de Riley Ann, Sheryl Sawyers, va veure un dibuix (esbós compost) fet del cos, va saber que era Riley Ann. Després ho va dir a la policia. Després de fer proves d’ADN el 30 de novembre de 2007, els experts estaven segurs que es tractava de Riley Ann.
Abans de ser identificada el 2007, Riley Ann Sawyers era coneguda com Baby Grace per la seva edat i sexe.